# Pouques-Lormes
Pouques-Lormes är en kommun i departementet Nièvre i regionen Bourgogne-Franche-Comté i de centrala delarna av Frankrike. Kommunen ligger i kantonen Lormes som tillhör arrondissementet Clamecy. År 2022 hade Pouques-Lormes 142 invånare.

## Befolkningsutveckling
Antalet invånare i kommunen Pouques-Lormes
| Referens: INSEE |